# Temže
Temže (anglicky Thames) je řeka protékající jižní Anglií, která spojuje Londýn se Severním mořem. Je 346 km dlouhá. Povodí má rozlohu 12 935 km².

## Popis toku

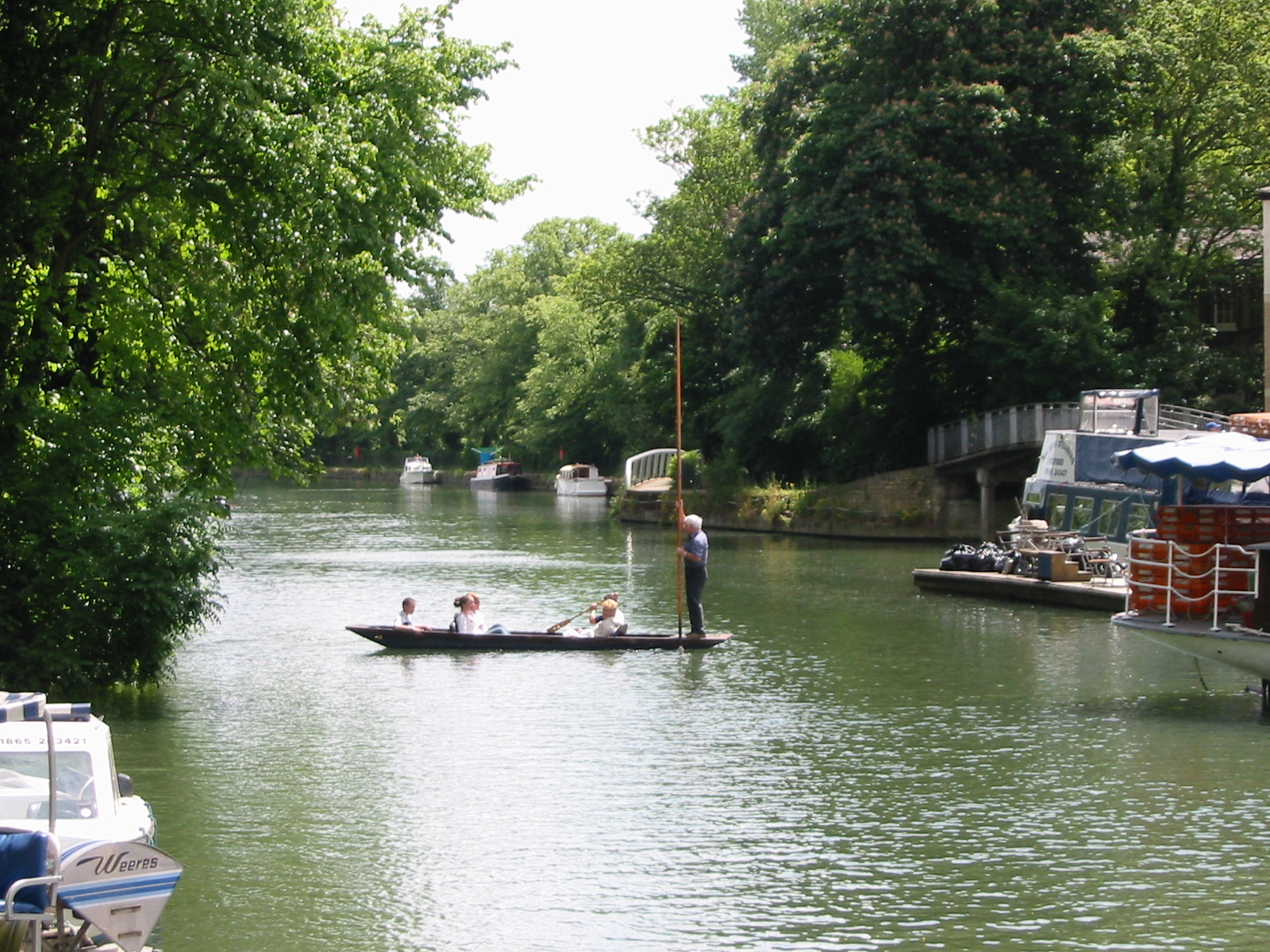
Temže v Oxfordu

Pramení asi 1 km severně od vesnice Kemble, poblíž Cirencesteru ve vysočině Cotswolds. Protéká městy Lechlade, Oxford (pod latinským jménem Isis), Abingdon, Wallingford, Reading, Henley-on-Thames, Marlow, Maidenhead, Windsor, Eton, Staines, Weybridge a poté přitéká k okraji Velkého Londýna. Od hranice Velkého Londýna teče podél Syon House, Hampton Court, Kingstonu, Richmondu a Kew až se dostane do centra Londýna. Odtud protéká Greenwichem, Dartfordem a u Southend-on-Sea ústí do Severního moře, přičemž vytváří estuár. Šířka řeky v Londýně se pohybuje od 200 do 250 m, na začátku estuáru nedaleko okraje města dosahuje už 650 m a poblíž ústí téměř 16 km.
Z pohledu hrabství pramení Temže v Gloucestershire, tradičně vytváří hranice jednotlivých hrabství – Gloucestershire a Wiltshire, Berkshire a Oxfordshire, Berkshire a Buckinghamshire, Berkshire a Surrey, Surrey a Middlesex a Essex a Kent.

### Povodí

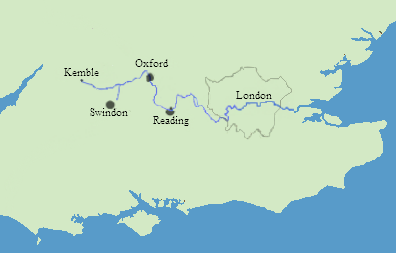
Mapa území, kterým protéká Temže

Povodí řeky je možno rozdělit na nepřílivové a přílivové.
- Nepřílivové povodí má rozlohu asi 9 948 km² a v úseku od pramene do Teddingtonu obsahuje množství malých a 38 hlavních přítoků. Hlavní přítoky v této oblasti jsou Churn, Leach, Cole, Coln, Windrush, Evenlode, Cherwell, Ock, Thame, Pang, Kennet, London, Colne, Wey, Mole
- Přílivové povodí začíná asi 90 km od moře, kde se na řece projevuje vliv přílivu ze Severního moře. To způsobuje, že voda v řece je brakická (částečně slaná). Hlavní přítoky v této oblasti jsou Brent, Wandle, Effra, Westbourne, Fleet, Ravensbourne, Lea, Darent, Ingrebourne.

Plocha povodí Temže (pokud se započítá i povodí řeky Medway) dosahuje 12 935 km².

## Vodní režim
Řeku charakterizuje dešťový (pluviální) odtokový režim. Průměrný průtok dosahuje v Londýně až k 66 m³/s. To je méně než některé další britské řeky, například Severn a Tay. Nejvyšší vodnosti dosahuje na jaře. Led se na řece vyskytuje jen ve výjimečně tuhých zimách. Výška přílivu v Londýně dosahuje 6 až 6,5 m a přílivová vlna dosahuje až k Teddingtonu, kde je koryto přehrazeno. Na ochranu okolí řeky a estuáru od zatopení byly vybudovány ochranné hráze a ve městech nábřeží.

## Využití

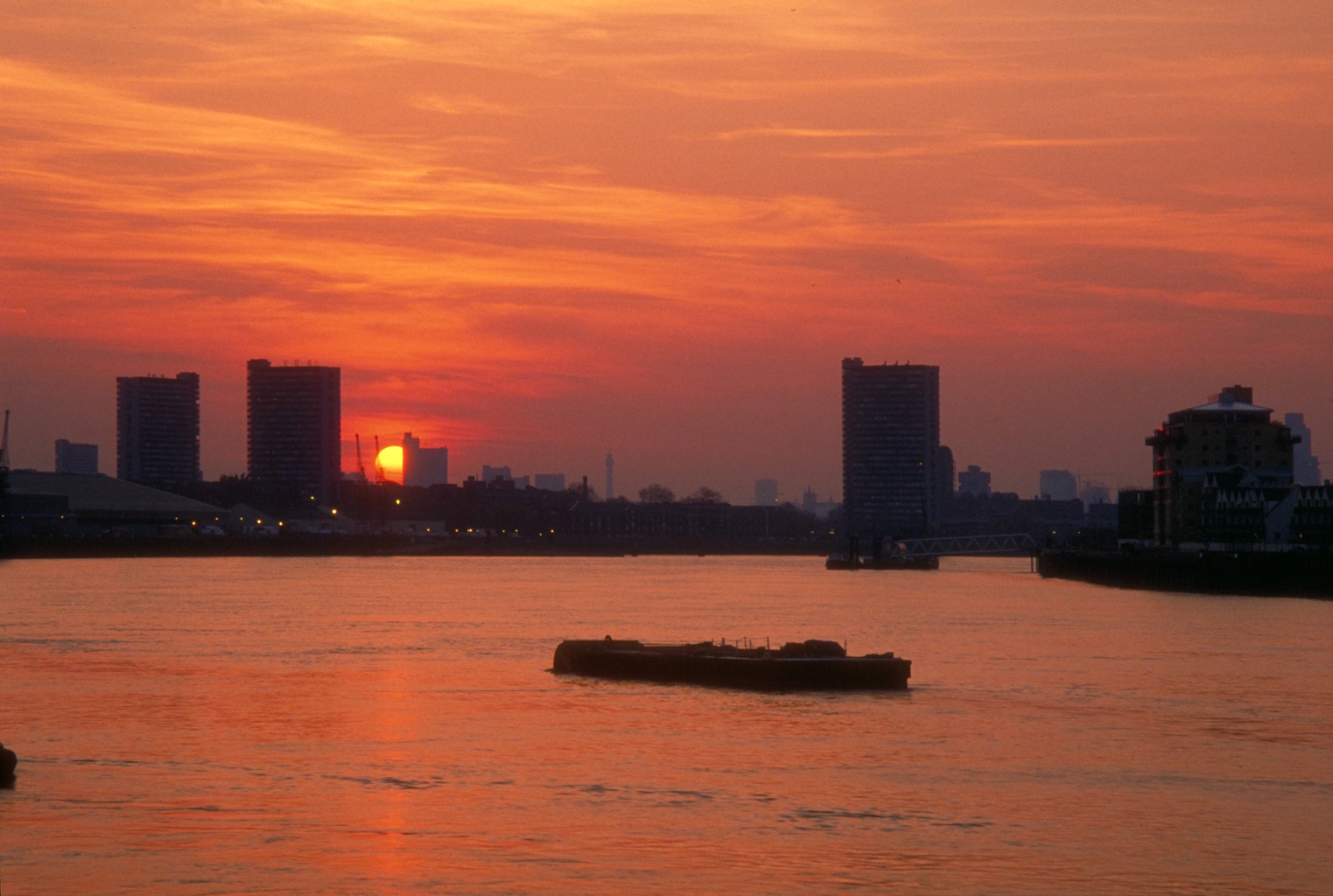
Západ slunce nad Temží - pohled z Greenwiche

### Sport
Na Temži se každoročně konají dvě významné sportovní akce. První je závod osmiveslic (The Boat Race) mezi družstvy Oxfordské univerzity a Cambridgeské univerzity z Putney do Mortlake v západním Londýně. Dalším veslařským závodem je Henleyova královská regata. Soutěž probíhá několik dní v Henley-on-Thames a je spolu s Dostihy v Ascotu a tenisovým turnajem ve Wimbledonu velkou společenskou událostí.

### Vodní doprava

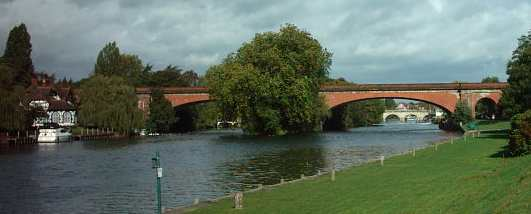
Železniční most u Maidenhead

Vodní doprava je možná po celé délce toku. Menší čluny se dostanou až k Halfpenny Bridge u Lechlade (311 km od ústí). Do Londýna (London Bridge) mohou plout lodě o výtlaku až 800 t a až do Tilbury námořní lodě. Mezi ústím do moře až po Teddington Lock tvoří řeka část Londýnského přístavu. Řeka je spojena starými kanály s Bristolským zálivem, Irským mořem a s průmyslovými oblastmi v centrální části země.

### Mosty, tunely
Oba břehy řeky spojuje množství mostů a tunelů. Nejznámější z nich jsou Dartford Crossing, Bariéry na Temži, Blackwall Tunnel, Rotherhithe Tunnel, Thames Tunnel, Tower Bridge, London Bridge, Millennium Bridge, Hungerford Bridge, Westminster Bridge, Maidenhead Railway Bridge, Marlow Bridge.

## Historie

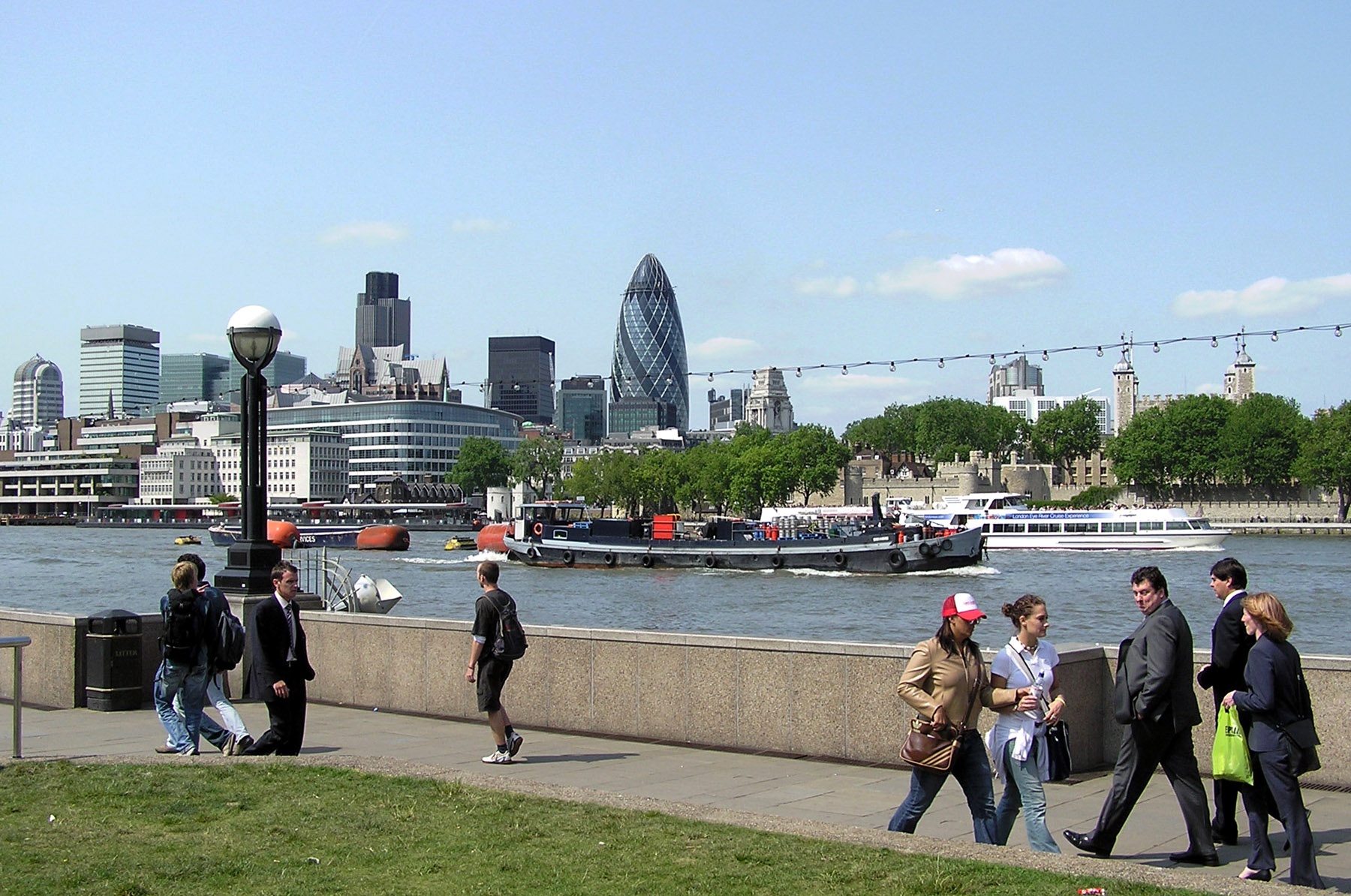
Pohled přes Temži z jižní části Tower Bridge. Napravo od lampy veřejného osvětlení Tower 42 a pozoruhodně tvarovaný 30 St Mary Axe. Zcela vpravo je Tower

V 16. a 17. století byla Temže hlavní dopravní tepnou Londýna. Doprava zboží probíhala především mezi obchodním centrem v City a královským dvorem ve Westminsteru.
V 17. a 18. století, v období nazývaném malá doba ledová, řeka v zimě zamrzala po celé ploše. V roce 1607 byl pořádán první Zimní trh. Město nechalo postavit na řece stan a konaly se zde různé atrakce, včetně soutěže v kuželkách na ledě. Poté, co teplota začala stoupat, řeka už od roku 1814 nikdy nezamrzla po celé ploše. Na tuto skutečnost měla vliv i výstavba nového London Bridge v roce 1825, který měl méně pilířů, takže řeka tekla rychleji.
V 19. století, kdy se Londýn stal centrem Britského impéria, byla Temže jednou z nejrušnějších říčních dopravních tepen. V té době se na řece odehrála jedna z největších tragédií, když 3. září 1878 v důsledku srážky vyhlídkové lodi Princess Alice u Bywell Castle zahynulo 640 lidí.
Nastupující železniční a silniční doprava spolu s poklesem významu Britského impéria v období po roce 1914 způsobila pokles významu Temže jako dopravního spojení. Londýnský přístav byl přesunut níže po proudu do Tilbury.
Na počátku 80. let 20. století bylo postaveno obrovské protipovodňové zařízení – Bariéry na Temži. Bývá několikrát do roka uzavřeno, aby ochránilo níže položené oblasti Londýna před záplavami. Na konci 90. let 20. století byl vytvořen 12kilometrový závlahový kanál Jubilee River.